# 희망과 영광
《희망과 영광》(Hope And Glory)은 영국에서 제작된 존 부어먼 감독의 1987년 코미디, 드라마, 전쟁 영화이다. 세바스찬 라이스-에드워즈 등이 주연으로 출연하였고 존 부어먼 등이 제작에 참여하였다.

## 줄거리
영화는 영국이 독일에 선전포고를 한 1939년 9월 3일에 시작된다. 영화는 런던 교외에 사는 로한 가족(빌리, 그의 여동생 수와 던, 그리고 그의 부모 그레이스와 클라이브)의 이야기를 들려준다. 클라이브는 군에 입대하여 그레이스 혼자 아이들을 돌보게 된다. 그레이스는 빌리와 수지를 런던에서 대피시키려 하지만, 그들과 떨어져 있을 수 없다는 것을 깨닫고 기차역에서 그들을 다시 데려온다. 그리하여 빌리는 전쟁의 첫 몇 년 동안 런던에 머물게 된다.
10살 빌리의 눈을 통해 본 블리츠 (1940년 9월 – 1941년 5월)가 매일 밤 선사하는 "불꽃놀이"는 무시무시하면서도 흥미진진했으며, 그들이 남긴 폐허는 주로 감독 없이 지내는 빌리와 또래 소년들에게 매혹적인 놀이터가 된다. 야간 공습만이 유일한 드라마를 제공하는 것은 아니었으니, 빌리의 누나 던은 캐나다 군인 브루스와 사랑에 빠져 임신하고, 그녀의 삶이 뒤바뀌면서 가족의 소중함을 깨닫는다.
로한 가족의 집이 (평범한 화재로 인해) 불타자, 가족은 그레이스의 부모님이 사시는 전원적인 템스강변 집으로 이사한다. 이것은 빌리가 까다로운 할아버지 조지와 더 많은 시간을 보낼 기회를 제공하며, 조지는 빌리에게 "강의 방식"을 가르친다.
1942년 가을, 윈스턴 처칠은 그의 유명한 "시작의 끝" 연설을 한다. 브루스는 그의 비밀 임무에서 돌아와 던을 찾기 위해 무단 이탈한다. 그들이 마을 교회에서 결혼하자마자 헌병들이 브루스를 데려간다. 그날 오후 할아버지 집 거실에서 던은 아들을 낳는다.
그레이스가 강변에 가족을 위한 집을 빌렸음에도 불구하고, 빌리는 지역 학교에 입학할 때까지 런던으로 돌아가야 한다. 조지는 소년을 그의 옛 학교로 데려갔지만, 길 잃은 폭탄이 건물을 파괴하여 블록이 들뜬 아이들로 가득 차 있는 것을 발견한다. 조지는 빌리를 집으로 데려다준다. 성인이 된 빌리는 회상한다: "내 평생 그 순간의 완벽한 기쁨과 견줄 만한 것은 없었다. 내 학교는 폐허가 되었고, 강은 훔친 날들의 약속으로 나를 유혹했다." 크레딧은 강 이미지 위로 "희망과 영광의 땅" 음악과 함께 흘러간다.

## 출연

### 주연
- 세바스찬 라이스-에드워즈
- 제랄딘 뮈어

### 조연
- 사라 마일즈
- 데이비드 헤이먼
- 새미 데이비스
- 데릭 오코너
- 수잔 울드릿지

## 기타
- 공동제작: 마이클 드라이허스트
- 미술: 안소니 프랫
- 의상: 셜리 러셀
- 배역: 메리 셀웨이